# Lucilia taiwanica
Lucilia taiwanica este o specie de muște din genul Lucilia, familia Calliphoridae, descrisă de Hiromu Kurahashi și Tadao Kano în anul 1995.
Este endemică în Taiwan. Conform Catalogue of Life specia Lucilia taiwanica nu are subspecii cunoscute.